# Roque González Garza
Roque González Garza (ur. 23 marca 1885, zm. 12 listopada 1962), meksykański generał i polityk, uczestnik rewolucji meksykańskiej po stronie Pancho Villi, prezydent Meksyku od 16 stycznia do 10 czerwca 1915 (nie sprawował kontroli nad krajem, a do marca 1915 przebywał poza stolicą, usunięty przez zwolenników Venustiano Carranzy), następnie przebywał od 1915 do 1920 na emigracji.